# Blacus alexandri
Blacus alexandri är en stekelart som beskrevs av Sergey A. Belokobylskij 2000. Blacus alexandri ingår i släktet Blacus och familjen bracksteklar. Inga underarter finns listade.